# Les Fleurs
Singles de Clara Luciani
La Grenade
(2017) La Baie
(2018)
Pistes de Sainte-Victoire
Eddy
(4) Comme toi
(6)
Les Fleurs est une chanson écrite, composée et interprétée par Clara Luciani. Sorti le 23 février 2018, c'est le deuxième single extrait de l'album Sainte-Victoire.

## Clip vidéo
Le clip de la version live, réalisé par Christian Beuchet, est sorti sur YouTube le jour de la parution du single.

## Liste de titres
| 1. | Les Fleurs | Clara Luciani | 3:00 |

## Crédits
- Écrit et composé par Clara Luciani
- Produit par Sage, Benjamin Lebeau
- Arrangeurs: Benjamin Lebeau, Sage
- Réalisation: Benjamin Lebeau, Sage
- Basse: Sage
- Batterie: Antoine Boistelle
- Piano: Sage
- Saxophone: Thomas de Pourquery
- Mix: Julien Delfaud
- Mastering: Alex Gopher

## Historique de sortie
| Pays   | Date            | Format                                | Label                   |
| ------ | --------------- | ------------------------------------- | ----------------------- |
| France | 23 février 2018 | Téléchargement, streaming, clip vidéo | Initial Artist Services |

### Certifications
| Pays   | Organisme | Certification | Seuil                            |
| ------ | --------- | ------------- | -------------------------------- |
| France | SNEP      | Or            | 15 millions d'équivalent streams |